# Cezary Litka
Cezary Litka (ur. 2002) – polski wioślarz. Złoty medalista młodzieżowych mistrzostw świata z 2024 w czwórce podwójnej. Młodzieżowy wicemistrz Europy z 2023 na jedynce.

## Życiorys
Początkowo występował w barwach AZS AWF Poznań, a w 2023 przeszedł do Posnanii RBW. W 2021 zajął 2. miejsce w ENEA Mistrzostwach Polski na ergometrze wioślarskim. W 2023 na Mistrzostwach Polski w Wioślarstwie w Poznaniu zajął 3. miejsce w dwójce podwójnej (z Igorem Czekanowiczem) i 1. miejsce w czwórce podwójnej (z Krzysztofem Kasparkiem, Patrykiem Wojtalakiem i Igorem Czekanowiczem). 